# Гондурас на летних Олимпийских играх 1976
Гондурас принимал участие в Летних Олимпийских играх 1976 года в Монреале (Канада) во второй раз за свою историю, пропустив Летние Олимпийские игры 1972 года, но не завоевал ни одной медали. Сборная страны состояла из 3 спортсменов (все — мужчины).

## Результаты соревнований

### Лёгкая атлетика
Спортсменов — 3
Мужчины
| Дисциплина      | Спортсмен        | Финал     | Финал | Финал      |
| Дисциплина      | Спортсмен        | Результат | Место | Отставание |
| --------------- | ---------------- | --------- | ----- | ---------- |
| марафон         | Иполито Лопес    | 2:26:00,0 | 41    | +16:05,0   |
| марафон         | Луис Раудалес    | 2:29:25,0 | 49    | +19:30,0   |
| ходьба на 20 км | Сантьяго Фонсека | 1:36:07,0 | 27    | +11:26,4   |